# サン・マルティーノ・サンニータ
サン・マルティーノ・サンニータ（イタリア語: San Martino Sannita）は、イタリア共和国カンパニア州ベネヴェント県にある、人口約1,300人の基礎自治体（コムーネ）。

## 地理

### 位置・広がり
ベネヴェント県のコムーネ。県都ベネヴェントから南南東へ8kmの距離にある。

#### 隣接コムーネ
隣接するコムーネは以下の通り。括弧内のAVはアヴェッリーノ県所属を示す。
- モンテフスコ (AV)
- サン・ジョルジョ・デル・サンニオ
- サン・ナッツァーロ
- サン・ニコーラ・マンフレーディ
- サンタンジェロ・ア・クーポロ
- トッリオーニ (AV)

## 行政

### 分離集落
サン・マルティーノ・サンニータには、以下の分離集落（フラツィオーネ）がある。
- Cucciano, Lentace, Mancusi, San Giacomo, San Martino, Terranova